# Nokere Koerse
La Nokere Koerse (officiellement Danilith-Nokere Koerse depuis 2017) est une course cycliste belge disputée autour de Nokere, commune fusionnée de Kruishoutem en Flandre-Orientale. Disputée pour la première fois en 1944, l'épreuve emprunte à plusieurs reprises le Nokereberg. Elle fait partie de l'UCI Europe Tour à partir de 2005. En 2020, elle intègre l'UCI ProSeries, le deuxième niveau du cyclisme international. La Nokere Koerse juniors, une course pour les moins de 19 ans existe depuis 2016. Une version féminine, la Nokere Koerse voor Dames, existe depuis 2019.
L'édition 2020 est annulée à cause de la pandémie de Covid-19.

## Palmarès

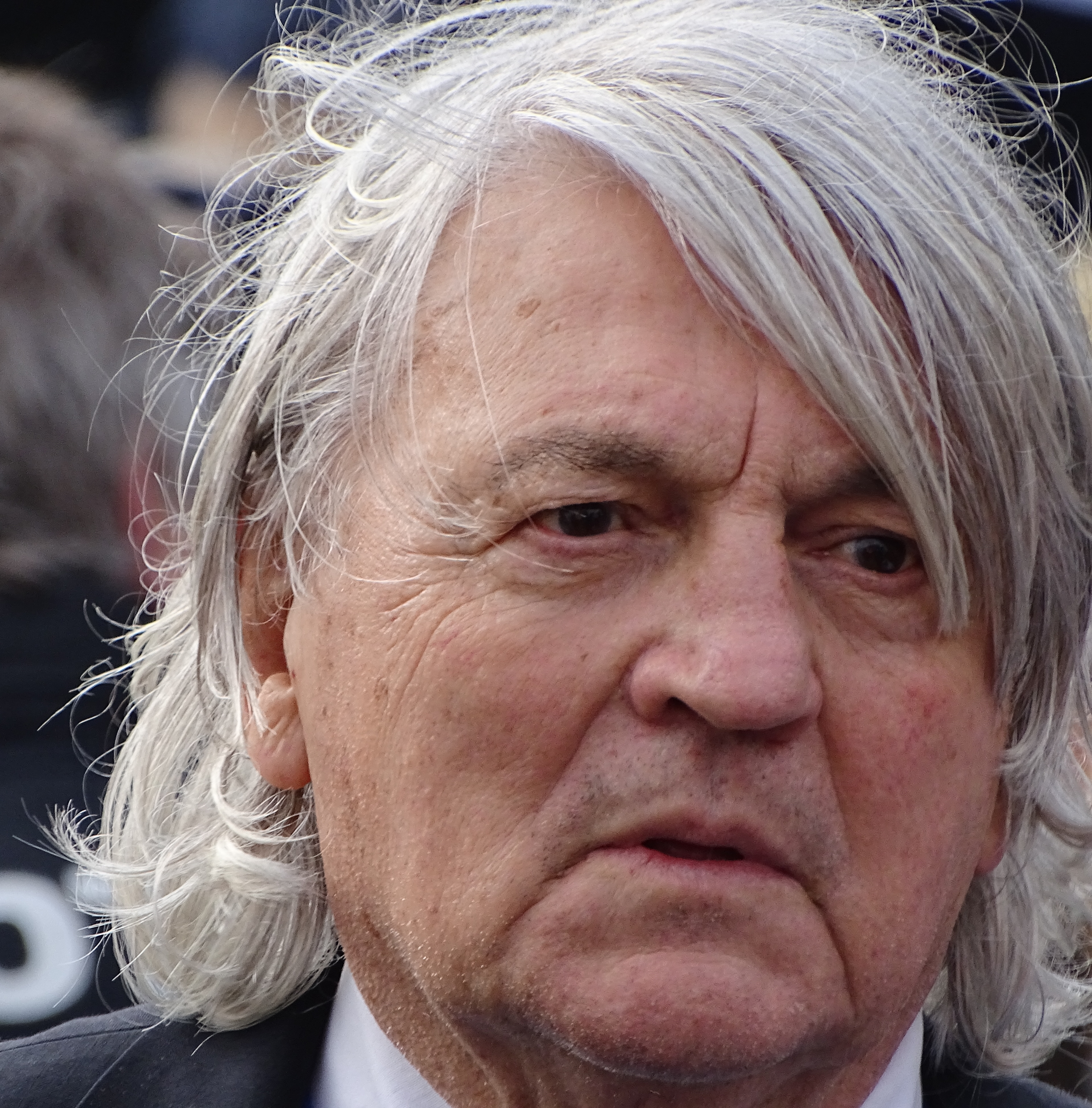
Marc Van Cauwenberghe.

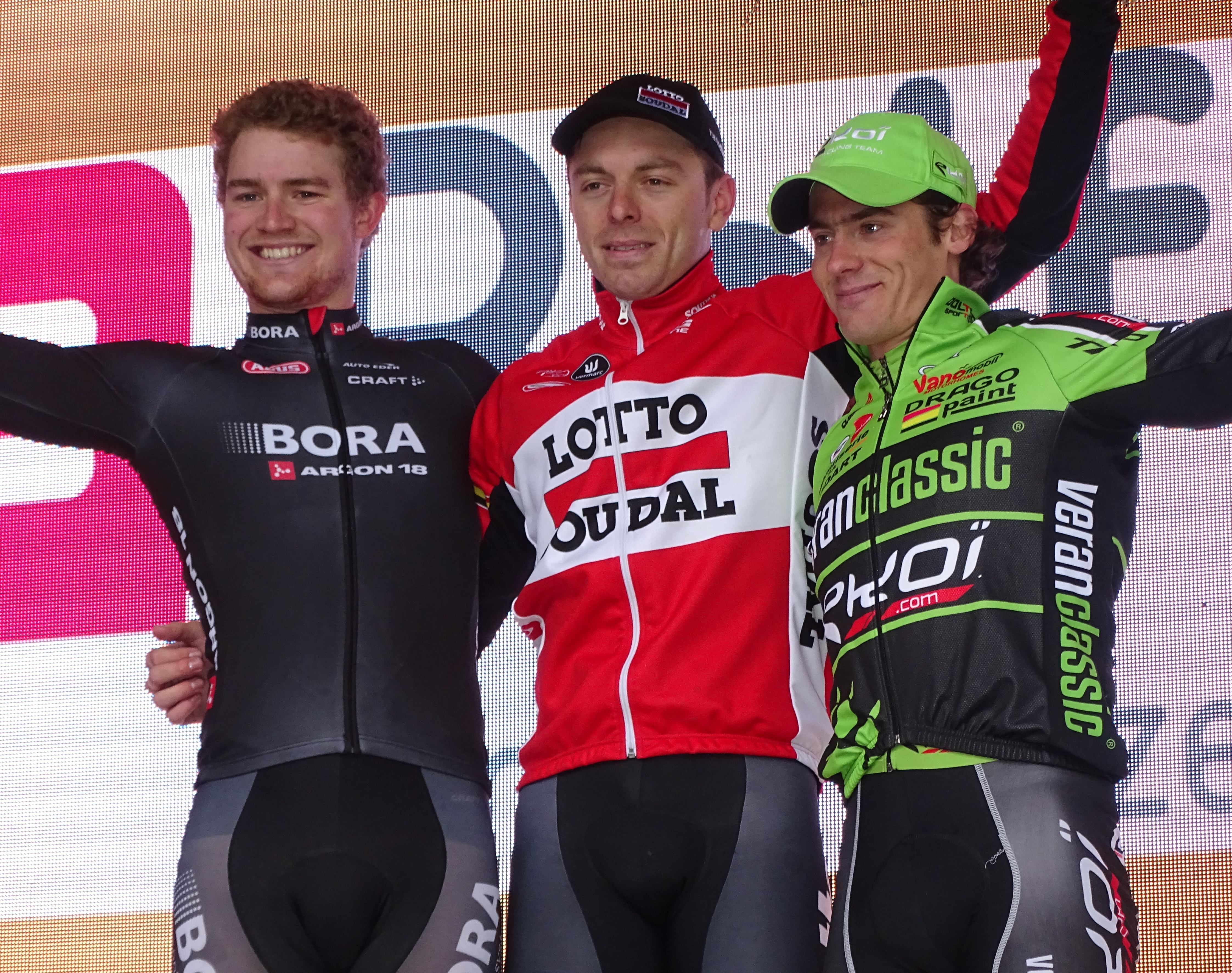
Podium de l'édition 2015 de la Nokere Koerse : Scott Thwaites (3e), Kris Boeckmans (1er) et Justin Jules (2e).

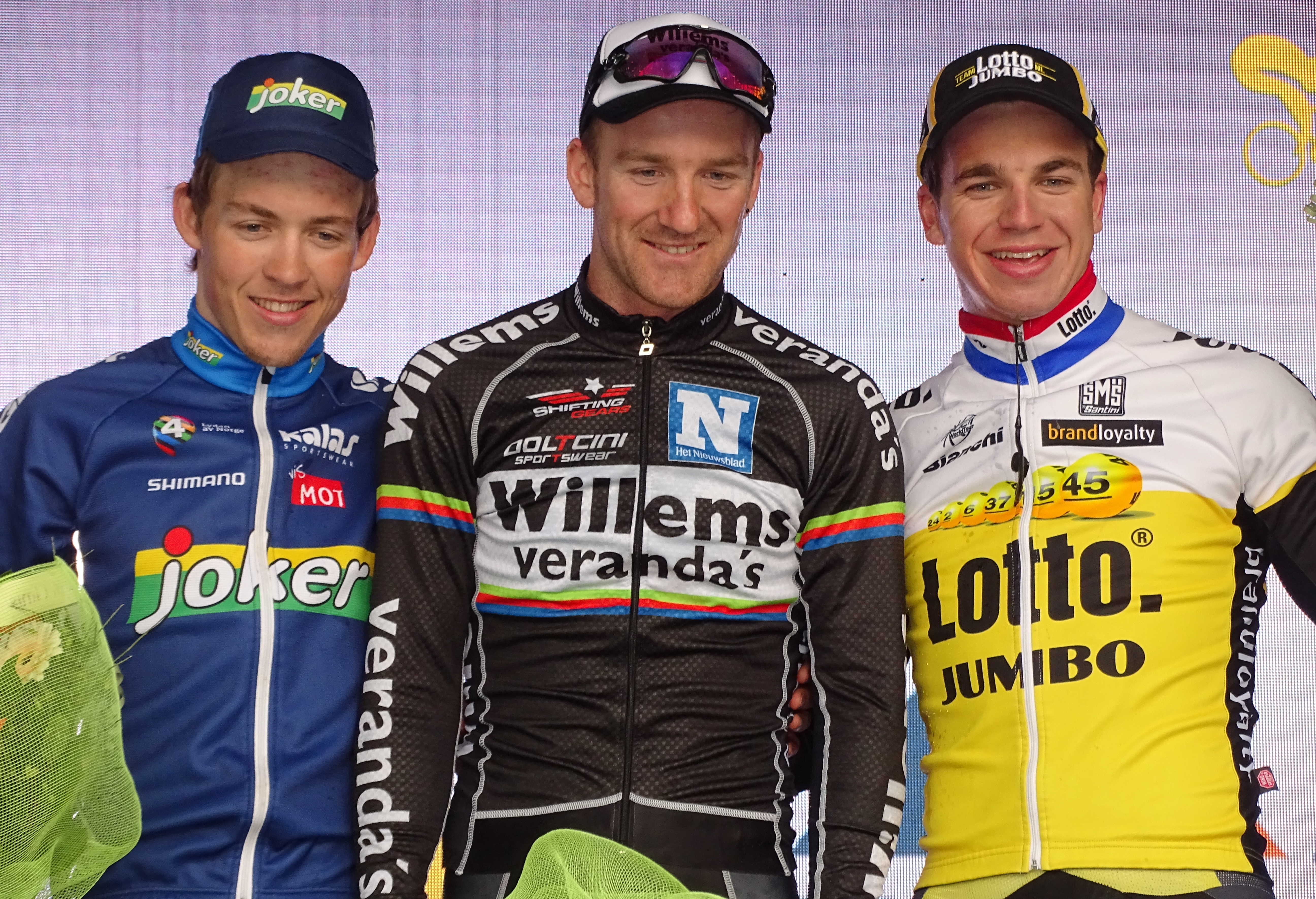
Podium de l'édition 2016 de la Nokere Koerse : Kristoffer Halvorsen (2e), Timothy Dupont (1er) et Dylan Groenewegen (3e).

Jusqu'à la 17e édition, en 1961, la course est dénommée Grand Prix Jules Lowie, en l'honneur du coureur cycliste Jules Lowie, né à Nokere, et mort le 2 août 1960. À partir de l'édition suivante, en 1963, la course se nomme Nokere Koerse
| Année                  | Vainqueur                              | Deuxième                               | Troisième                              |
| ---------------------- | -------------------------------------- | -------------------------------------- | -------------------------------------- |
| Grand Prix Jules Lowie |                                        |                                        |                                        |
| 1944                   | Marcel Kint                            | Theo Middelkamp                        | Gustaaf Van Overloop                   |
| 1945                   | Briek Schotte                          | Michel Remue                           | Désiré Keteleer                        |
| 1946                   | Emmanuel Thoma                         | André Pieters                          | Briek Schotte                          |
| 1947                   | Albert Sercu                           | Michel Remue                           | Odiel Van Den Meerschaut               |
| 1948                   | Roger Cnockaert                        | André Declerck                         | Jerome Renier                          |
| 1949                   | Ernest Sterckx                         | Maurice Desimpelaere                   | Michel Remue                           |
| 1950                   | Jules Depoorter                        | Roger Decock                           | René Janssens                          |
| 1951                   | Gerard Buyl (nl)                       | Maurice Blomme                         | Valère Ollivier                        |
| 1952                   | Wim van Est                            | André Pieters                          | Raphaël Jonckheere                     |
| 1953                   | Basiel Wambeke                         | Henri Jochums                          | Julien Pascal                          |
| 1954                   | Jan Zagers                             | Roger Decock                           | Roger Desmet                           |
| 1955                   | Jozef Schils                           | Briek Schotte                          | Henri Denys                            |
| 1956                   | Marcel Rijckaert                       | Roger De Clercq                        | Lucien Mathys (nl)                     |
| 1957                   | André Auquier                          | Pino Cerami                            | Francis Kemplaire                      |
| 1958                   | Arthur Decabooter                      | Gilbert Desmet                         | Julien Schepens                        |
| 1959                   | Pas de course                          | Pas de course                          | Pas de course                          |
| 1960                   | Gilbert Desmet                         | Lode Troonbeeckx                       | Léopold Rosseel                        |
| 1961                   | Leon Van Daele                         | Joseph Vloeberghs                      | Gilbert Maes                           |
| 1962                   | Pas de course                          | Pas de course                          | Pas de course                          |
| Nokere Koerse          |                                        |                                        |                                        |
| 1963                   | Frans De Mulder                        | Daniel Doom                            | Norbert Kerckhove                      |
| 1964                   | Robert De Middeleir                    | Leon Van Daele                         | André Noyelle                          |
| 1965                   | Arthur Decabooter                      | Joseph Mathy                           | Gustaaf De Smet                        |
| 1966                   | Jacques De Boever                      | Oswald Declercq                        | Reindert De Jongh                      |
| 1967                   | Walter Godefroot                       | Jacques De Boever                      | Roger Blockx                           |
| 1968                   | Frans Brands                           | Roger Cooreman                         | Michel Jacquemin                       |
| 1969                   | Roger Rosiers                          | Frans Mintjens                         | Michel Jacquemin                       |
| 1970                   | André Dierickx                         | Patrick Sercu                          | Bernard Van De Kerckhove               |
| 1971                   | Herman Van Springel                    | Eric Leman                             | Maurice Eyers                          |
| 1972                   | Tony Houbrechts                        | Ronny Van Marcke                       | Willy Planckaert                       |
| 1973                   | Noël Vantyghem                         | Claude Magni                           | Gerard Vianen                          |
| 1974                   | Freddy Maertens                        | Pierino Gavazzi                        | Ronald De Witte                        |
| 1975                   | Marc Demeyer                           | Willy Teirlinck                        | Jan Raas                               |
| 1976                   | Luc Leman                              | Lucien De Brauwere                     | Geert Malfait                          |
| 1977                   | Frans Van Looy                         | Gerrie Knetemann                       | Roberto Ceruti                         |
| 1978                   | Gustaaf Van Roosbroeck                 | Jan Aling (nl)                         | Jos Jacobs                             |
| 1979                   | Hendrik Devos                          | William Tackaert                       | Tony Houbrechts                        |
| 1980                   | Jos Van De Poel                        | Johan van der Velde                    | Paul Jesson                            |
| 1981                   | Gerrie Knetemann                       | Herman Van Springel                    | Claude Criquielion                     |
| 1982                   | William Tackaert                       | Ludo De Keulenaer                      | Rudy Matthijs                          |
| 1983                   | Walter Schoonjans                      | Patrick Cocquyt                        | Gerard Veldscholten                    |
| 1984                   | Jan Bogaert                            | Patrick Versluys                       | Erik Stevens                           |
| 1985                   | Diederik Foubert (ca)                  | Patrick Versluys                       | Jan Bogaert                            |
| 1986                   | Luc Colijn                             | Jan Van Camp                           | Ronny Van Holen                        |
| 1987                   | Etienne De Wilde                       | Franky Van Oyen (nl)                   | Ludo Giesberts                         |
| 1988                   | Patrick Versluys                       | Yves Godimus                           | Danny Janssens                         |
| 1989                   | Rik Van Slycke                         | Andrzej Mierzejewski                   | Peter Spaenhoven (nl)                  |
| 1990                   | Herman Frison                          | Roger Van den Bossche                  | Filip Van Vooren                       |
| 1991                   | Koen Van Rooy                          | Johan Capiot                           | Martin Kokkelkoren                     |
| 1992                   | Johan Capiot                           | Peter De Clercq                        | Benjamin Van Itterbeeck                |
| 1993                   | Michel Cornelisse                      | Jan Bogaert                            | Mario De Clercq                        |
| 1994                   | Peter De Clercq                        | Michel Cornelisse                      | Chris Peers                            |
| 1995                   | Jo Planckaert                          | Michel Vermote                         | Geert Van Bondt                        |
| 1996                   | Hendrik Van Dyck                       | Jelle Nijdam                           | Michel Cornelisse                      |
| 1997                   | Hendrik Van Dyck                       | Wim Feys                               | Bart Voskamp                           |
| 1998                   | Scott Sunderland                       | Léon van Bon                           | Chris Peers                            |
| 1999                   | Jeroen Blijlevens                      | Michel Vanhaecke                       | Wilfried Cretskens                     |
| 2000                   | Hendrik Van Dyck                       | Nico Mattan                            | Jans Koerts                            |
| 2001                   | Michel Vanhaecke                       | Bart Voskamp                           | Niko Eeckhout                          |
| 2002                   | Aurélien Clerc                         | Jans Koerts                            | Steven de Jongh                        |
| 2003                   | Matthé Pronk                           | Magnus Bäckstedt                       | Hendrik Van Dyck                       |
| 2004                   | Max van Heeswijk                       | Rudie Kemna                            | Jo Planckaert                          |
| 2005                   | Steven de Jongh                        | Igor Abakoumov                         | Geert Omloop                           |
| 2006                   | Bert Roesems                           | Wouter Weylandt                        | Jeremy Hunt                            |
| 2007                   | Léon van Bon                           | Aart Vierhouten                        | Geert Steurs                           |
| 2008                   | Wouter Weylandt                        | Jürgen Roelandts                       | André Greipel                          |
| 2009                   | Graeme Brown                           | Ben Swift                              | Sébastien Chavanel                     |
| 2010                   | Jens Keukeleire                        | Kris Boeckmans                         | Bobbie Traksel                         |
| 2011                   | Gert Steegmans                         | Stefan van Dijk                        | Graeme Brown                           |
| 2012                   | Francesco Chicchi                      | Kris Boeckmans                         | Boy van Poppel                         |
| 2013                   | Annulée en raison des conditions météo | Annulée en raison des conditions météo | Annulée en raison des conditions météo |
| 2014                   | Kenny Dehaes                           | Tom Van Asbroeck                       | Nacer Bouhanni                         |
| 2015                   | Kris Boeckmans                         | Justin Jules                           | Scott Thwaites                         |
| 2016                   | Timothy Dupont                         | Kristoffer Halvorsen                   | Dylan Groenewegen                      |
| 2017                   | Nacer Bouhanni                         | Adam Blythe                            | Joeri Stallaert                        |
| 2018                   | Fabio Jakobsen                         | Amaury Capiot                          | Hugo Hofstetter                        |
| 2019                   | Cees Bol                               | Pascal Ackermann                       | Jasper Philipsen                       |
| 2020                   | Pas de course                          | Pas de course                          | Pas de course                          |
| 2021                   | Ludovic Robeet                         | Damien Gaudin                          | Luca Mozzato                           |
| 2022                   | Tim Merlier                            | Max Walscheid                          | Arnaud De Lie                          |
| 2023                   | Tim Merlier                            | Edward Theuns                          | Milan Menten                           |
| 2024                   | Tim Merlier                            | Fabio Jakobsen                         | Jasper Philipsen                       |
| 2025                   | Nils Eekhoff                           | Matteo Moschetti                       | Luke Lamperti                          |

## Statistiques
| Victoires | Coureur           | Pays     | Années             |
| --------- | ----------------- | -------- | ------------------ |
| 3         | Hendrik Van Dijck | Belgique | 1996, 1997 et 2000 |
| 3         | Tim Merlier       | Belgique | 2022, 2023 et 2024 |
| 2         | Arthur Decabooter | Belgique | 1958 et 1965       |

| Victoires | Pays                 |
| --------- | -------------------- |
| 62        | Belgique             |
| 11        | Pays-Bas             |
| 2         | Australie            |
| 1         | France Italie Suisse |